# Kożuchy Wielkie
Kożuchy Wielkie (deutsch Groß Kosuchen, 1938 bis 1945 Allenbruch) ist ein Dorf in der polnischen Woiwodschaft Ermland-Masuren, das zur Gmina Giżycko (Landgemeinde Lötzen) im Powiat Giżycki (Kreis Lötzen) gehört.

## Geographische Lage
Kożuchy Wielkie liegt im nördlichen Osten der Woiwodschaft Ermland-Masuren, sieben Kilometer östlich der Kreisstadt Giżycko (Lötzen).

## Geschichte
Im Jahre 1549 wurde das nach 1774 Kosuchen, um 1785 Koszucken und bis 1938 Groß Kosuchen genannte Dorf gegründet. 1785 wurde es als königliches Bauerndorf mit 17 Feuerstellen, 1818 mit 35 Feuerstellen bei 117 Seelen erwähnt.
Im Jahre 1874 kam das Dorf zum neu errichteten Amtsbezirk Sulimmen (polnisch Sulimy), der bis 1945 bestand und zum Kreis Lötzen im Regierungsbezirk Gumbinnen (1905 bis 1945: Regierungsbezirk Allenstein) in der preußischen Provinz Ostpreußen gehörte.
358 Einwohner waren 1910 in Groß Kosuchen gemeldet. Das Dorf vergrößerte sich am 17. Februar 1920, als der Nachbarort, das Gutsdorf Klein Kosuchen (polnisch Kożuchy Małe) nach Groß Kosuchen eingemeindet wurde. Aufgrund der Bestimmungen des Versailler Vertrags stimmte die Bevölkerung im Abstimmungsgebiet Allenstein, zu dem Kosuchen gehörte, am 11. Juli 1920 über die weitere staatliche Zugehörigkeit zu Ostpreußen (und damit zu Deutschland) oder den Anschluss an Polen ab. In Kosuchen stimmten 300 Einwohner für den Verbleib bei Ostpreußen, auf Polen entfielen keine Stimmen. Die Einwohnerzahl stieg bis 1933 auf 520 und belief sich 1939 noch auf 483.
Am 3. Juni 1938 wurde Groß Kosuchen aus politisch-ideologischen Gründen zur Abwehr fremdländisch klingender Ortsnamen in „Allenbruch“ umbenannt. 
1945 kam das Dorf in Kriegsfolge mit dem gesamten südlichen Ostpreußen zu Polen und trägt seither die polnische Namensform „Kożuchy Wielkie“. Heute ist das Dorf Sitz eines Schulzenamtes (polnisch sołectwo), in das auch Kożuchy Małe (Klein Kosuchen) eingeschlossen ist, und eine Ortschaft im Verbund der Gmina Giżycko (Landgemeinde Lötzen) im Powiat Giżycki (Kreis Lötzen), vor 1998 der Woiwodschaft Suwałki, seither der Woiwodschaft Ermland-Masuren zugehörig.

## Religionen
Groß Kosuchen war bis 1945 in die Evangelische Pfarrkirche Lötzen in der Kirchenprovinz Ostpreußen der Kirche der Altpreußischen Union sowie in die Katholische Pfarrkirche St. Bruno Lötzen im Bistum Ermland eingepfarrt.
Heute gehört Kożuchy Wielkie zur katholischen Pfarrei in Bystry (Biestern) mit ihrer Filialgemeinde in Upałty Małe (Klein Upalten) im Bistum Ełk der Römisch-katholischen Kirche in Polen, außerdem zur Evangelischen Pfarrkirche in Giżycko in der Diözese Masuren der Evangelisch-Augsburgischen Kirche in Polen.

## Schule
Eine Schule wurde in Groß Kosuchen 1756 gegründet. In ihr wurde 1945 in zwei Klassen unterrichtet.

## Verkehr

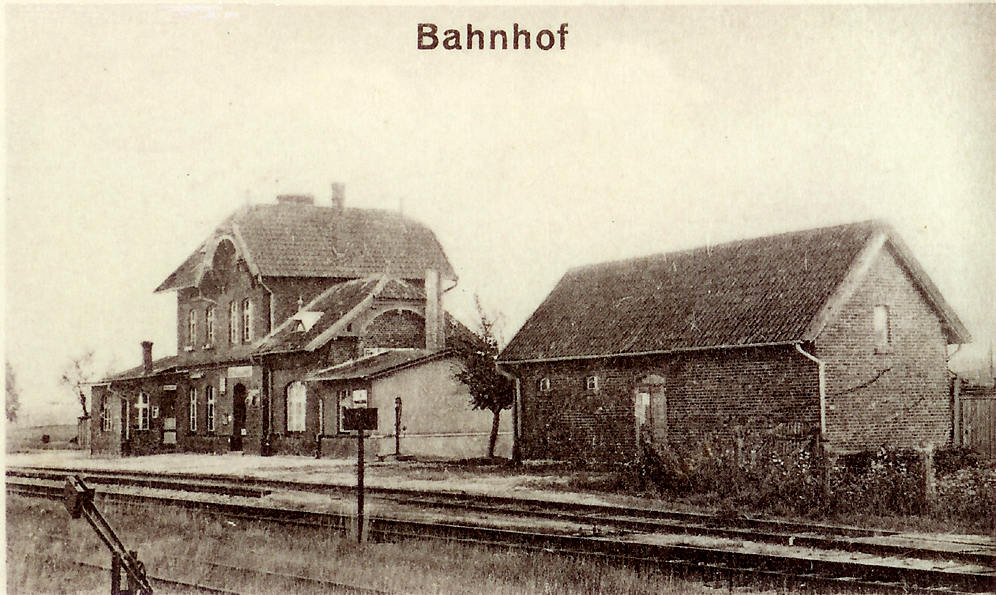
Bahnhof Groß Kosuchen (1933)

Kożuchy Wielkie ist von der Kreisstadt Giżycko (Lötzen) über Sulimy (Sulimmen) aus erreichbar. Eine Nebenstraße von Kruklin (Kruglinnen, 1938 bis 1945 Kraukeln) über Upałty Małe (Klein Upalten) endet in Kożuchy Wielkie.
Am 21. Dezember 1905 erhielt Groß Kosuchen mit einer eigenen Bahnstation Anschluss an das Schienennetz Ostpreußens, als die neu erbaute Bahnstrecke Lötzen–Kruglanken–Angerburg eröffnet wurde. Zuletzt nur noch auf dem Streckenabschnitt Giżycko–Kruklanki befahren, wurde der Bahnbetrieb 1987 eingestellt. Eine Bahnanbindung besteht somit heute nicht mehr.